# Вишневский, Януш Леон
Я́нуш Ле́он Вишне́вский (пол. Janusz Leon Wiśniewski; род. 18 августа 1954, Торунь) — современный польский писатель
. Признание получил в 2001 году, после выхода дебютного романа «Одиночество в Сети».

## Биография
Родился 18 августа 1954 года в Торуне, столице Куявско-Поморского воеводства Польши. Его родители — оба поляки, отец — водитель, мать — хозяйка магазина. У Януша есть старший брат, который сейчас преподаёт химию в торуньском лицее.
В четырнадцать лет поступил в морское училище в Колобжеге, подчиняющееся Министерству морского транспорта, через 5 лет получил диплом моряка дальнего плавания. После получал образование в Университете Торуне, изучал физику, защитил докторскую диссертацию. Одновременно получал образование на экономическом факультете. Защитил докторскую диссертацию по химии в Лодзи. Получил степень доктора информатики, сейчас занимается биоинформатикой.
Более 20 лет Януш жил и работал в Германии, во Франкфурте-на-Майне. В данный момент проживает в польском Гданьске.
Был женат, есть 2 дочери, Иоанна и Ада. Он сказал о них: «У меня в жизни существует только две самые значимые женщины. Первая — это моя старшая дочь, вторая — младшая».
В совершенстве владеет русским языком, знает немецкий и английский языки.

## Произведения
Первый роман, «Одиночество в Сети», Вишневский написал в 2001 году, хотя как говорит сам автор, идея романа появилась 27 мая 1987 года. Вишневский отмечает, что написание романа совпало с «депрессией после успеха» — был развод во время получения докторской по химии. Герои книги, в большинстве своём, реальные люди, встречавшиеся в жизни автора. Таковы Джим, наркоман, с которым Вишневский познакомился в командировке в США, Дженнифер, с которой автор познакомился во время своего пребывания по стипендии ООН в Англии и другие. Книга о виртуальной любви, ставшей реальностью, мгновенно стала популярной. Роман три года не выходил из списков бестселлеров (всего в Польше продано около 300 тысяч экземпляров), выдержал множество переизданий, в том числе с дополнениями по результатам дискуссии с читателями на интернет-форумах. Эта книга — открытый взгляд современного мужчины на современную женщину, на события, важные для современной личности, эта история о том, что здесь и теперь. Герои знакомятся в Интернет-чатах, обмениваются эротическими переживаниями, обмениваются историями из жизни, которые не идут ни в какое сравнение с вымыслом.
Сам автор не раз отмечал, что главный герой Якуб — это идеальный мужчина, таких не существует, хотя на форумах в Интернете были обсуждения, что на самом деле Якуб слабый трус и неудачник, потерявший все в жизни.
Так или иначе книга выдержала всевозможную критику и в 2006 году была экранизирована.
В 2002 году в свет выходит первый сборник рассказов Вишневского — «Любовница». Книга включает в себя 6 историй — «Синдром проклятия Ундины» — история о Матильде, больной редким расстройством дыхания, которая придумала себя Якуба, который поддерживал бы её в тяжёлые ночные часы; «ANOREXIA NERVOSA» — история об Адрианне, которая потеряла со смертью любимого и смысл собственного существования; «Любовница» — история о женщине, встречающейся с женатым мужчиной, о всех её эмоциях и переживаниях, о подчинении любимому человеку; «Ночь после бракосочетания» — история Магды Геббельс в ночь после бракосочетания Адольфа Гитлера и Евы Браун; «Менопауза» — история о женщине, не желающей мириться со старостью; «Замкнутый цикл» — как утверждает сам автор, история навеяна воспоминаниями о плаваниях по доле службы.
В 2003 году выходит сборник рассказов «Мартина». «Мартина», говоря словами самого Вишневского, содержит «то, что более всего люди ищут в беллетристике: повествование о любви здесь и сейчас, о настоящей дружбе, о моральном выборе, о грехе, об одиночестве, об относительности истины, о смысле жизни и о счастье, которое мы часто ищем очень далеко, но которое постоянно рядом с нами и терпеливо ждёт, пока мы заметим его и протянем к нему руку».
В 2004 году Вишневский пишет второй роман — «Повторение судьбы». В своём новом романе Вишневский с присущей ему тонкостью рассказывает историю двух людей — на этот раз о самоотверженности и жертвенности, о выборе между любовью и одиночеством. Создавая современную семейную сагу, Вишневский остаётся верен знакомому по «Одиночеству в Сети» восхищению наукой и знанием — подсматривает и анализирует мир с различных перспектив в поисках ответа на самый важный, с его точки зрения, вопрос: как правильно прожить лишь единожды данную нам жизнь? В этом романе на главный план выходит тема семьи — её значимость в жизни каждого человека. Случайные связи, случайные знакомые, случайный успех — это не причина развала семьи.
В 2007 году выходит сборник рассуждений «Зачем нужны мужчины». Книга, написанная в жанре публицистики, ставит под сомнение стереотипы, спорит и опровергает мнения, исследует и открывает новое о сильной половине человечества. Эта книга — попытка построить мост между научной теорией и «голосом» сердца, тем, что доказано, и тем, что прочувствовано.
В 2008 году Вишневский выпускает ещё один сборник рассказов — «Постель», состоящий из пяти рассказов и интервью к самому Вишневскому. «Аритмия» — история женщины, потерявшего любимого в результате врачебной ошибки, история о том, что любовь соединяет две жизни в одну; «Постель» — история Ани, истории её любви и одиночества, история о том, что у каждого человека есть право на любовь, право её испытывать: «О лжи» — история любви, где объекты — машины; «Рейтинг эмоций» — история о любви, измене и мести; «Тест» — история о том, как ведут себя два человека, когда узнают, что один из них ВИЧ-положительный, история — проверка силы любви и мнения о том, что она должна преодолевать все.
В этом же году Вишневский публикует сборник рассказов «Молекулы эмоций» — истории человеческих драм, любви и страданий. Это картина того, что глубже всего укрыто, наиболее болезненно, наиболее важно.
Этот же год ознаменован выходом сборника новелл «Сцены из жизни за стеной», где все истории о любви и ненависти, об изменах и разочарованиях, о терпении и надеждах, о том, как чувства украшают — или уродуют человеческую жизнь.
В 2009 году появилась книга «Интимная теория относительности» — об относительности истины. Основная идея книги состоит в попытке доказать, что перед тем, как осуждать человека можно попытаться понять его.
В этом же году Вишневский пробует соавторство и выпускает совместно с Малгожатой Домагалик, знаменитой польской журналисткой и телеведущей, главным редактором женского журнала «Pani», книгу «188 дней и ночей». Они пишут друг другу письма по электронной почте. Комментируя жизнь за окном, они обсуждают массу тем, она как воинствующая феминистка, он — как мужчина, превозносящий женщин. Любовь, Бог, верность, вечная молодость, пластическая хирургия, виагра, порнография, литература, музыка — ничто не ускользает от их цепкого взгляда.
В том же 2009 году Вишневский пишет сказку для взрослых «Марцелинка. В поисках самого главного». Главная героиня — ещё нерождённая девочка Марцелинка, находящаяся в утробе матери, мысленно путешествует по Вселенной, выбирая для своего рождения самый лучший мир. Девочка исследовала все отдалённые уголки Вселенной и поняла, что лучший из миров — тот, в который её готовится принести её собственная мама.
Этот же год ознаменован выходом нового романа «Бикини». Новый роман Януша Леона Вишневского «Бикини» — это история любви немки и американца, которая разворачивается в конце Второй мировой войны. Героиня романа, Анна, красива, прекрасно говорит по-английски и мечтает о карьере фотографа. Могла ли она думать, что её лучшими работами станут фотографии уничтоженного родного города, а потом её ждёт сначала кипящий жизнью Нью-Йорк, а потом и восхитительный атолл Бикини.
Чуть позже в этом же году Вишневский снова в паре с Домагалик пишет свою новую книгу «Между строк». В этом диалоге двух людей могут уживаться любые мнения — о любви и браке, об измене и верности, об афродизиаках и аллергии, о Дорис Лессинг и Габриэле Гарсии Маркесе, о Высоцком и Марине Влади, — но неизменно царствует гармония.
В 2010 году выходит новая книга — «Аритмия чувств» в соавторстве с Доротой Веллман. Впервые автор рассказывает о себе, делится с читателями своими сокровенными мыслями о жизни, любви и литературе. Отвечая на острые, порой провокационные вопросы популярной польской журналистки Дороты Веллман, ведущей целого ряда телевизионных программ, ток-шоу, продюсера теле- и радиопередач, знаток женщин, мужчина-феминист, как называет себя сам Вишневский, раскрывает перед читателями собственные тайны и секреты творческой кухни, делится своими печалями, надеждами и мечтами, рассказывает о времени, проведённом в Нью-Йорке, о причинах, побудивших его переехать во Франкфурт-на-Майне, о любимых ресторанах, музыке, развлечениях, людях, повлиявших на формирование его мировоззрения.
Также в 2010 году в свет вышла книга Вишневского — «Одиночество в любви». В эту книгу вошли высказывания и мысли не только самого Януша Вишневского, но и его героев, мужчин и женщин, любящих и одиноких, верующих и атеистов, собранные из его книг и статей.
В 2011 году вышла «Неодолимое желание близости». В своей новой книге Януш Вишневский пишет о том, как повсюду — от Москвы до острова Бора-Бора — мужчины и женщины мечтают о любви и близости. Рассказывая свои истории, писатель убеждён: стремление к счастью не зависит от места жительства, социального положения и цвета кожи.
В конце 2011 года Вишневский совместно с начинающей писательницей Ирадой Вовненко пишет роман «Любовь и другие диссонансы». На фоне современной Москвы и современного Берлина показывается любовь двух разных людей. Неудавшийся музыкант и несостоявшаяся актриса, ощущавшие себя в тотальном одиночестве, находят друг друга несмотря на все диссонансы и сложности жизни.
В 2012 году Вишневский пишет сборник рассказов «Приток крови». Януш Вишневский изучает любовь как живой организм — помещая её в разные жизненные ситуации, меняя место, время и характеры. Он ставит опыты над любовью и даже препарирует её, пытаясь найти ответ на древний как время вопрос: что есть Любовь и можно ли управлять этим мощным стихийным чувством? Но всякий раз она поворачивается к человеку новой гранью, ускользает и одурачивает, оставаясь загадочной и непостижимой как сама жизнь, как биение пульса и приток крови.
В 2013 году Вишневский пишет глубоко личный рассказ о пережитом и прочувствованном — «На фейсбуке с сыном». Это горькое и прекрасное откровение о внутреннем мире человека с измученной сомнениями душой — о жизни и любви, о мире, который божественно несправедлив, в котором чувственное всегда сопряжено со страданием. Роман написан от лица матери писателя.
В этом же году Януш пишет сборник эссе «Сцены из супружеской жизни» — о любви и сексе, об их месте в жизни мужчины и женщины. Автор снова и снова размышляет над тем, каким образом между двумя людьми возникает ни с чем не сравнимое ощущение близости и как соотносятся друг с другом близость тел и близость душ. И мы чувствуем дыхание жизни, одновременно горькое и сладкое оттого, что даже самую величайшую близость так легко потерять.
В 2014 году выходит книга «Гранд» — книга о историческом отеле в Сопоте, в котором в разное время жили Гитлер, де Голль, Марлен Дитрих, Шакира, Путин, и посвящает в секреты его современных постояльцев.

### Произведения
- «Одиночество в Сети» / «S@motność w Sieci» (2001)
- «Любовница» / «Zespoły napięć» (2002)
- «Мартина» / «Martyna» (2003)
- «Повторение судьбы» / «Los powtórzony» (2004)
- «Зачем нужны мужчины?» / «Czy mężczyźni są światu potrzebni?» (2007)
- «Постель» (2008)
- «Молекулы эмоций» / «Molekuły emocji» (2008)
- «Сцены из жизни за стеной» / «Sceny z życia za ścianą» (2008)
- «Аритмия чувств» в соавторстве с Доротой Веллман (2008)
- «Одиночество в сети. Триптих» (2008)
- «Интимная теория относительности» / «Intymna teoria względności» (2009)
- «188 дней и ночей» / «188 dni i nocy» (2009)
- «Марцелинка. В поисках самого главного» / «W poszukiwaniu Najważniejszego: bajka trochę naukowa» (2009)
- "Бикини / «Bikini» (2009)
- «Между строк» / «Między wierszami» (2009)
- «Одиночество в любви» (2010)
- «Неодолимое желание близости» (2011)
- «Любовь и другие диссонансы» в соавторстве с Ирадой Вовненко (2011)
- «Приток крови» (2012)
- «На Фейсбуке с сыном» (2013)
- «Сцены из супружеской жизни» (2013)
- «Гранд» (2014)
- «Следы» (2015)
- «Интим» в соавторстве с Збигневым Издебским (2015)
- «Прости» (2016)
- «Время желаний» (2016)
- «Все мои женщины. Пробуждение» (2017)
- «Незаконченная исповедь» (2017)
- «Чувства. Детские истории о том, что важнее всего» (2018)
- «Одиночество в Сети. Возращение к началу» (2019).
- «Давай назовем это любовью» (2020)
- «О семи гномах, которые никогда не встречали Белоснежку. И другие правдивые истории» (2020) (совместно с Эвелиной Войдыло-Вишневской)
- «Новая Зеландия. Предсвадебное путешествие» (2021) (с Эвелиной Войдыло-Вишневской)
- «Gate» (2022)
- «Марцелинка, Цецилка и пан Геномек. Сильно генетическая сказка» (2022)
- «Квантовая запутанность» (2023)

## Награды и премии
- Международная премия «Балтийская звезда» (2015)[11].